# دوري كوراساو لكرة القدم 2017
دوري كوراساو لكرة القدم 2017 هو الموسم 91 من دوري كوراساو لكرة القدم. كان عدد الأندية المشاركة فيه 10، وفاز فيه RKSV Centro Dominguito ‏.